# جاكوب لارسن (مجدف)
جاكوب لارسن (بالدنماركية: Jacob Larsen)‏ هو مجدف دنماركي، ولد في 13 يونيو 1988 في Søllerød Municipality ‏ في الدنمارك.

## وصلات خارجية
- جاكوب لارسن على موقع الاتحاد الدولي للتجديف (الإنجليزية)
- جاكوب لارسن على موقع اللجنة الأولمبية الدولية (الإنجليزية)
- جاكوب لارسن على موقع أوليمبيديا (الإنجليزية)